# Gobernantes tradicionales de Nigeria

África occidental en 1625 mostrando los principales estados en ese momento. La Nigeria moderna cubre la parte oriental de esta área, incluidos el imperio Oyo, el imperio de Benín (sin relación con la actual República de Benín), los estados Igbo al este y los estados Hausa y Fulani como Katsina y Kano al norte.

Los gobernantes tradicionales de Nigeria derivan sus títulos de los gobernantes de estados o comunidades independientes que existían antes de la colonización y formación de la Nigeria moderna. Aunque no tienen poder político formal ni están reconocidos por la constitución de Nigeria, en muchos casos continúan teniendo la lealtad de su pueblo y tienen una influencia político-social considerable.
Aunque sus portadores usualmente mantienen los estilos y títulos monárquicos de sus ancestros soberanos, tanto sus actividades independientes como sus relaciones con los gobiernos centrales y regionales de Nigeria están más cerca en esencia de las de la alta nobleza del Antiguo Régimen europeo que de las de los monarcas reinantes reales.

## Periodo precolonial

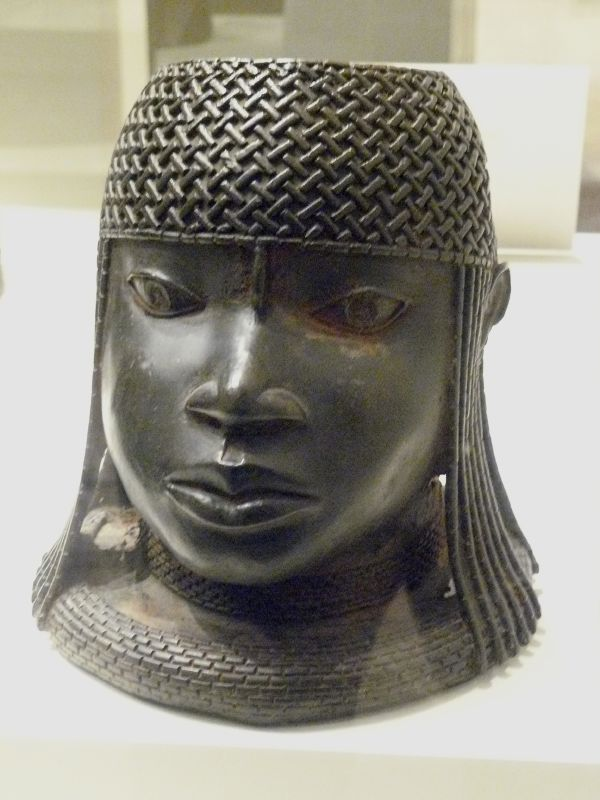
Imagen de un gobernante del siglo XVI (Oba) del imperio de Benín

La Nigeria moderna abarca tierras tradicionalmente ocupadas por grupos étnicos muy diversos con idiomas y tradiciones muy diferentes. En términos generales, el sureste esta ocupado principalmente por los igbo, el delta del Níger por los edo y los igbo, el suroeste por los yorubas y el norte por los hausas y los fulanis, con una compleja mezcla de diferentes grupos étnicos en el área intermedia entre el norte y el sur. En total había (y hay) más de 200 grupos étnicos distintos.
Antes de la llegada de los británicos a fines del siglo XIX, la historia de la zona era turbulenta, con períodos en que imperios como los de Oyo, Benín, Kanem-Bornu y Sokoto obtuvieron el control de grandes áreas y otros períodos en que los estados fueron más fragmentado. Aunque las estructuras políticas diferían ampliamente entre los diferentes grupos étnicos, era común que cada pueblo o grupo de pueblos tuvieran un gobernante reconocido, que a su vez podría estar subordinado al gobernante de una organización política más grande. Así, el califato de Sokoto se dividió en emiratos, con los emires ligeramente subordinados al sultán de Sokoto, aunque a veces actuaban como gobernantes independientes.

## Era colonial
Los europeos habían comerciado durante mucho tiempo con los estados costeros, principalmente intercambiando algodón y otros productos manufacturados por esclavos y productos de aceite de palma en centros como Calabar, Bonny y Lagos. El Protectorado de la Costa del Níger se estableció en 1891 con una pequeña área a lo largo de la costa. Durante el período 1879–1900, la Royal Niger Company hizo un esfuerzo concertado para tomar el control del interior, utilizando tropas disciplinadas armadas con ametralladoras Maxim y haciendo tratados de protección con los gobernantes locales. El territorio de la compañía se vendió al gobierno británico en 1900, y la región sur se fusionó con el Protectorado de la Costa de Níger para convertirse en el Protectorado de Nigeria del Sur y el Protectorado del norte de Nigeria, quedando separada. En 1914, los dos se fusionaron en la Colonia de Nigeria, con aproximadamente los mismos límites que el estado moderno de Nigeria.
El primer Alto Comisionado británico para el norte de Nigeria, Frederick Lugard, trató de gobernar la colonia a través de sus gobernantes tradicionales, y este enfoque se extendió más tarde hacia el sur. El sucesor de Lugard, Hugh Clifford, dejó este sistema en su lugar en el norte, donde el sistema del emirato tenía largas tradiciones, pero introdujo un consejo legislativo con algunos miembros elegidos en el sur, relegando a los gobernantes tradicionales a roles principalmente simbólicos. Con el tiempo, la relación entre la administración colonial y los gobernantes tradicionales evolucionó. Por ejemplo, los tivíes, que en ese momento eran el cuarto grupo étnico más grande del país, siempre habían sido extremadamente descentralizado y, por lo tanto, no tenía un gobernante supremo. Los británicos crearon la administración Tor Tiv en 1947, nombrando a Makere Dzakpe como el primer titular de este título, con el fin de tener un supuesto «gobernante tradicional» que hablase en nombre del pueblo tiví.

## Nigeria independiente

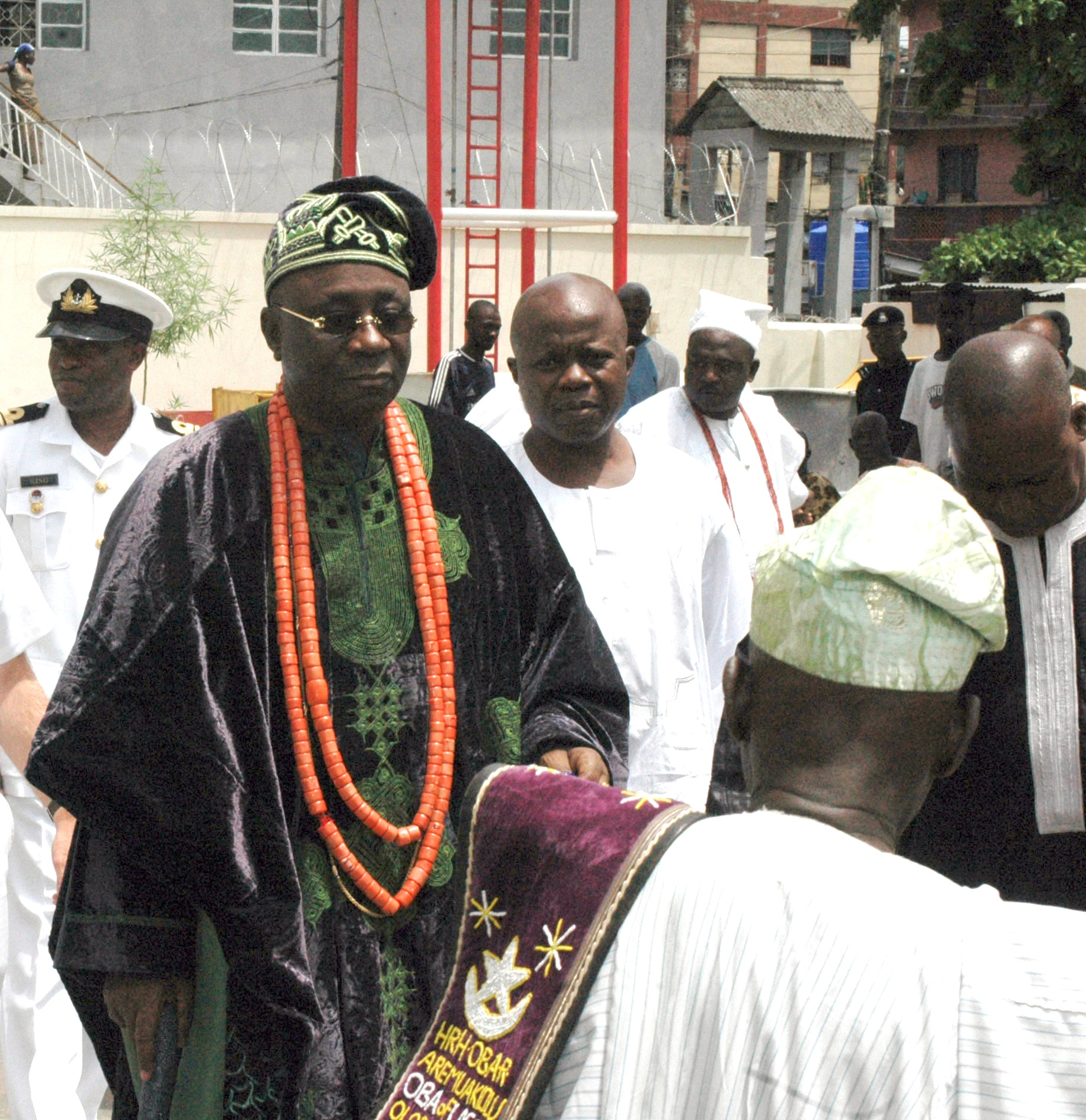
El Oba de Lagos con una delegación de oficiales navales (2006).

Con la independencia en 1960, seguida por la alternancia de gobiernos democráticos y militares, el estado de los gobernantes tradicionales evolucionó aún más. En el norte, los emires finalmente perdieron el poder ante la administración del gobierno, aunque dicha administración a menudo estaba compuesta por notables tradicionales. Donde los gobernantes habían adquirido previamente el cargo estrictamente por herencia o por nombramiento de un consejo de ancianos, el gobierno ahora se involucró cada vez más en la sucesión. Así, en mayo de 1994, el gobernante militar general Sani Abacha depuso a Awwal Ibrahim, Sarkin Suleja, aunque posteriormente fue readmitido en enero de 2000.
En algunos casos, el gobierno ha fusionado o dividido los dominios tradicionales. Por ejemplo, había dos gobernantes de la gente efik en el área alrededor de Calabar, pero en diciembre de 1970 se acordó combinar la oficina en una sola que debía estar en manos de un gobernante conocido como Obong. Cuando se creó el estado de Yobe, solo había cuatro emiratos, pero en enero de 2000 el gobernador del estado, Bukar Abba Ibrahim, reestructuró el estado en 13. El gobierno mantuvo clasificaciones coloniales. Por lo tanto, cuando el gobernador del estado de Kwara, Bukola Saraki, nombró a tres nuevos monarcas en agosto de 2010, el nuevo emir de Kaiama fue designado un gobernante tradicional de primera clase, mientras que el Onigosun de Igosun y Alaran de Aran-Orin fueron designados monarcas de tercera clase.
Los gobernantes tradicionales de hoy siguen siendo muy respetados en muchas comunidades y tienen una considerable influencia política y económica.
Aunque no tienen un papel formal en la estructura democrática, existe una intensa competencia por los escaños reales entre el grupo finito de dinastías elegibles. Los gobernantes también pueden otorgar títulos de jefatura tradicional u honoraria. Estos títulos tienen puestos de oficio en sus «administraciones», y los empresarios y políticos ricos a menudo valoran mucho la adquisición de dichos títulos.
Los objetivos de un gobernante tradicional son servir de mediación entre la gente y el estado, mejorar la identidad nacional, resolver conflictos menores y proporcionar una válvula de seguridad institucional para las burocracias estatales a menudo inadecuadas. Una razón por la que son muy influyentes puede ser que las personas de muchos grupos étnicos tienen una capacidad limitada para comunicarse en lengua inglesa, el idioma oficial de Nigeria, por lo que el gobernante tradicional sirve como intérprete y portavoz.
Para junio de 2010, el estado de Akwa Ibom tenía 116 gobernantes tradicionales con certificados oficiales del estado. El día de su nombramiento, algunos recibieron automóviles de primera mano, entre varios regalos más. El presidente del consejo de jefes de Akwa Ibom dijo que, a cambio, los gobernantes tradicionales debían de ser responsables de prevenir robos y secuestros en sus dominios.

## Títulos
Se hablan 521 idiomas diferentes en etnias de Nigeria. Por lo que existen muchos títulos para gobernantes tradicionales.
En los estados de tradición islámica (los del norte de Nigeria; véase: Religión en Nigeria) Emir es un título común, aunque a veces se usan nombres locales: Sarki, Shehu, Mai, Etsu y Lamido.
Oba es el título del gobernante supremo del Reino de Benín en el estado de Edo. Enogie (pl., enigie) y Okao (pl. ikao) son títulos equiparables a duques y virreyes dentro del Reino de Benín, mientras que Odion se equipara a los gobernantes o consejeros ancianos. En la práctica, los enigie no se instalan en comunidades con ikao, ya que son gobernantes tradicionales y representantes de los Oba, encargados de la administración de sus respectivas comunidades.
Onojie es utilizado por los pueblos esaneses para referirse a sus diversos gobernantes en el estado de Edo, mientras que los afamais usan Otaru y Okwokpellagbe. También se usan otros títulos.
Entre los urhobos e isokos del Estado del Delta, el título general utilizado es Ovie. Sin embargo, algunos clanes usan títulos relacionados, como Orodje, Orosuen, Ohworode, Odion-Ologbo y Odio r'Ode.
Obong también es utilizado por los pueblos efikís, ibibios y annangas de los estados de Cross River y Akwa Ibom.
Oba también es utilizado por los pueblos yorubas para referirse a sus diversos gobernantes, aunque también se usan otros títulos como Ooni, Alake, Alaafin, Awujale, Olomu, Akarigbo, Orangun, Olu'wo, Eleko, Olumushin y Eburu, específicos de personas y/o lugar gobernados.
En el sureste, Obi, Igwe y Eze son títulos comunes entre los gobernantes igbos, pero nuevamente hay muchos títulos locales entre sus vecinos inmediatos, como el Amanyanabo de los ijaws.